# Miss Marple
Gospodična Jane Marple (angleško Miss Jane Marple) je izmišljena oseba in se tako kot Hercule Poirot pojavlja kot glavna junakinja v knjigah angleške pisateljice kriminalk, Agathe Christie.
S pronicljivostjo je reševala probleme in umore. Miss Marple se je pojavila v sedemnajstih knjigah.
Njeno geslo se je pojavilo v številnih knjigah in zgodbah in se glasi: »Mladi ljudje mislijo, da so stari ljudje nori, vendar stari ljudje vedo, da so mladi ljudje nori.«